# 地诺帕明
地诺帕明（INN：denopamine）是一种强心药，它可充当β1肾上腺素受体激动剂。它用于治疗心绞痛，也可能在治疗充血性心力衰竭 和清除肺水肿方面具有潜在用途。它在日本以商品名Kalgut（カルグート）上市，有5毫克和10毫克片剂以及5%细颗粒剂可供选择。